# Stuart Dallas
Stuart Dallas, né le 19 avril 1991 à Cookstown en Irlande du Nord est un footballeur international nord-irlandais. Il joue au poste d'arrière gauche.

## Biographie

### Brentford FC
Le 12 avril 2012 est annoncé le transfert de Stuart Dallas au Brentford FC, qu'il rejoindra à l'été 2012. Le club évolue en League One (troisième division anglaise) lorsqu'il fait ses débuts lors de la saison 2012-2013. Il joue son premier match dans cette compétition le 13 octobre 2012 contre le Scunthorpe United. Il entre en jeu et les deux équipes se neutralisent (1-1). Il joue peu lors de sa première saison.
Dallas n'est toujours pas titulaire lors de la saison 2013-2014 mais il participe tout de même à la promotion du club à l'échelon supérieur, Brentford terminant deuxième du classement.
Stuart Dallas découvre alors la Championship, la deuxième division, lors de la saison 2014-2015. Il joue son premier match lors de la première journée, le 9 août 2014 contre Charlton Athletic (1-1 score final).

### Leeds United
Le 4 août 2015 il rejoint Leeds United, qui évolue aussi en Championship.
Dallas participe activement à la montée du club en première division lors de la saison 2019-2020, Leeds étant promu et même sacré champion cette année là. 
Il découvre la Premier League, l'élite du football anglais, à 29 ans. Il joue son premier match dans cette compétition le 12 septembre 2020, lors de la première journée de la saison 2020-2021 contre le tenant du titre, le Liverpool FC. Titulaire ce jour-là, Dallas ne peut empêcher la défaite des siens lors de cette rencontre riche en buts marquée par un triplé de Mohamed Salah (4-3 score final).
Le 10 avril 2024, Stuart Dallas met un terme à sa carrière professionnelle, à l'âge de 32 ans, en raison notamment d'une blessure au fémur contractée en 2022 et dont il ne parvient pas à se remettre.

### En sélection
Stuart Dallas honore sa première sélection avec l'équipe nationale d'Irlande du Nord le 27 mai 2011 face au Pays de Galles. Il entre en jeu ce jour-là à la place de Craig Cathcart et son équipe perd le match (2-0).
Il est retenu dans la liste du sélectionneur Michael O'Neill pour participer à l'Euro 2016 qui se déroule en France. Lors de ce tournoi, Dallas prend part aux quatre rencontres de son équipe. Il se fait notamment remarquer en délivrant une passe décisive pour Niall McGinn lors de la victoire des nord-irlandais contre l'Ukraine le 16 juin (0-2). Son équipe parvient à sortir de son groupe mais est vaincue en huitième de finale par le Pays de Galles (1-0).

## Palmarès
- Vainqueur de la Coupe de la Ligue d'Irlande du Nord en 2012
- Vainqueur de la Setanta Sports Cup en 2012
- Vainqueur de la Football League Championship (D2) en 2020.